# 의친왕
의친왕 이강(義親王 李堈, 1877년 3월 30일 ~ 1955년 8월 16일)은 고종의 두 번째 아들이다.
고종 후궁 귀인 장씨(貴人 張氏)의 소생으로 본관은 전주, 휘는 강(堈), 초명은 이평길(李平吉), 호는 춘암(春菴)이다.

## 일생
1891년 12월 28일 의화공(義和公)에 책봉되었고 한 달 후 1892년 1월 28일 의화군(義和君)에 개봉되었다. 1894년에 대사로 일본에 다녀오고, 이듬해 영국, 프랑스, 독일, 러시아, 이탈리아, 오스트리아 6개국 특파 대사에 임명되었다. 1896년 미국에 유학하며 여러 여성과 염문설이 났으며, 이로 인해 미국 청년에게 구타당하기도 했다. 매년 학자금을 보냈음에도 뉴욕과 코니아일랜드를 오가느라 미국 은행에 금액을 차용한 뒤 상환하지 못해 피소되기도 했다. 1900년 대한제국 시기에 의친왕에 봉해졌다. 1905년 귀국하여 대한제국 육군부장 지위로 러일전쟁 축하 대사로 일본에 파견 다녀왔으며, 대한적십자사 총재, 순종 황제 대리청정 등을 지냈다. 한국 병탄 직후 출간된 도서 "일본의 조선(日本之朝鮮)"에 양국은 "칠에 아교를 넣은 듯" 떼려야 뗄 수 없는 관계라는 친필을 게재했다. 1919년 11월, 대동단의 김가진, 전협, 최익환 등과 연락, 대한민국 임시정부로 탈출하기 위하여 상복(喪服) 차림으로 변장하고 만저우 안둥 현에까지 갔으나, 일본 경찰에 발각되어 강제 송환되었다. 1919년 11월 상하이 망명을 도모하면서 임시정부에 밀서를 보냈다는 내용이 《독립신문》에 기록으로 남아있다. 그러나 당시 의친왕 본인이 직접 서명한 신문조서를 보면 망명은 전협 등 협박에 의한 것으로 본인은 시종일관 벗어나려 노력했다고 했으며 제2차 독립선언서 서명에 대해서는 본인은 모른다며 꽤심한 일이라고 했다.

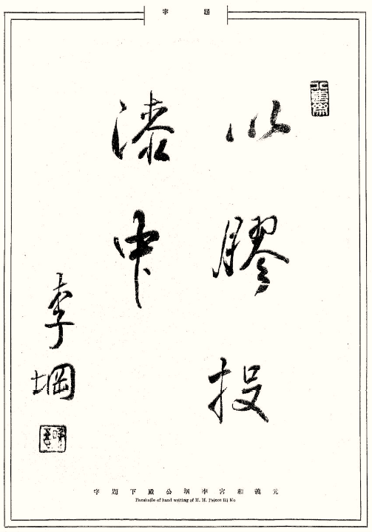
“日本之朝鮮(일본지조선)”(유라쿠샤(有樂社), 1911)에 실린 이강의 글씨로 "칠 안에 아교를 넣듯" 한국과 일본의 관계가 떼려야 뗄 수 없는 관계라는 뜻이다.

그 후 여러 차례 일본으로 건너올 것을 계속 강요받았으나 거절하였고, 끝까지 일본을 배척하는 정신을 지켰으며 계속된 비밀 독립운동으로 인하여 일제에로부터 형식적인 공(公)의 지위에서 물려나게 되었다고 알려져 있다. 그러나 의친왕 스스로 지병인 다리 통증으로 은거를 청원했고 치료 차 일본 벳부에 수시로 방문했다. 공위를 장자 이건에게 물려줌으로써 왕공족으로서 '공'으로서의 공식 의무를 면제 받았으나 '전하' 호칭은 그대로 유지되었다. 해방 후 김구와 김규식 등과 한국독립당을 창당하여 최고위원으로 있었다는 주장도 있으나 김규식은 신탁통치 문제로 김구와 노선을 달리해 한국독립당이 아닌 한국혁명당을 이끌고 있던 때로 이는 기초적 역사 사실에 반하는 주장이며 한국독립당 고문을 역임했다는 내용은 동명의 독립운동가 이강(李剛)의 사적을 도용한 것이다. 의친왕이 활동한 단체는 애국협회였다. 남북한 통일 대한민국 선거를 주장하였으나 남한만의 단독선거를 주장한 이승만 대통령과 마찰이 있었다는 주장 역시 근거 없는 이야기일 뿐이다.  한국전쟁을 겪고, 병고와 영양실조로 고생하다가 안동별궁에서 기거 중, 임종 직전 천주교(로마 가톨릭교회)에 귀의하였으며, 세례명은 비오이다.

## 생애

### 출생
고종의 둘째 아들로 1877년에 태어났다. 이름은 이강(李堈)이며, 초명은 이평길(李平吉), 뒤에 강으로 개명하였다. 어머니 귀인 장씨는 명성황후의 미움을 사서 궐 밖으로 축출되었지만 청년 시절 의친왕 이강은 적모 명성황후가 적자 순종이 후사가 없자 의친왕의 아들을 순종의 양자로 삼고자 후견인이 되어 궁으로 돌아왔고 총애를 받았다.  귀인 장씨는 의친왕을 낳고 명성황후의 박해를 피해 궁 밖에서 살다가, 1900년 숙원(淑媛)에 추증받고 다시 1906년 귀인(貴人)에 추증되었다. 귀인 장씨는 1887년 10월 14일 사망했으며 1911년에 묘소를 이장했다는 기록이 있다. 유년기에 윤치소, 이종훈, 권동진 등과 필운학당에서 수학하였다.

### 미국 유학
1893년 12월 6일에 김사준의 딸 의친왕비 김숙을 아내로 맞았다. 1894년 7월 내의원제조 겸 사옹원제조에 임명됐다. 1894년 청일전쟁에서 승리를 축하하기 위해 보빙대사가 되어 일본을 방문하였다. 이듬해 6개국 특파대사(特派大使)로 영국, 독일, 프랑스, 러시아, 이탈리아, 오스트리아 등을 차례로 방문하려다가 중도에 되돌아왔다. 그 뒤 을미년 왕세자 작위 선양 파동 사건에 연루되었다가 일단락된 이후 일본 유학을 하여 일본의 게이오기주쿠 대학교을 거쳐 1899년(광무 3년) 미국으로 건너가 1900년 미국 내 각지를 순행하였다.
1901년 3월 버지니아주 세일럼의 로노크 대학교(Roanoke College)에서 수학하였다. 이때 우사 김규식, 서광범 등을 동기동창으로 만나며 친분 관계를 쌓기도 했다. 1901년 6월 매사추세츠주 노스필드에서 열린 학생대회에 수행원 및 우사 김규식 등과 함께 참석하였다.
로노크 대학교를 마치고 오하이오주 델라웨어의 오하이오 웨슬리언 대학교 및 하와이와 샌프란시스코 등지를 돌아다니며 학업을 계속하였으며 그는 1900년 8월 대한제국 전례가 개편됨에 따라 의화군에서 의친왕에 책봉되었다.
1905년에 미국 유학을 마치고 귀국하여 대한제국 육군 부장(3성 장군, 육군총장급)이 되었다. 1906년 7월 12일 의친왕 이강은 대한적십자사 총재에 취임하였으며, 대한제국 최고의 훈장인 대훈위금척대수장(大勳位金尺大綬章)을 수여받았다. 이후 고종의 후궁으로 귀인이 된 순헌황귀비의 견제를 받았다. 황자 서열로는 순종의 다음 서열이었으나 순헌황귀비의 견제와 일본의 영향 등으로 황태자 자리에 오르지 못했다.  이토 히로부미가 의친왕에게 다음 대통 자리를 권유했으나 부황 고종이 살아계신데 무슨 망말이냐며 거절을 했다.   
1907년 부황 고종이 일제의 압력에 의해 강제로 순종에게 양위했다. 이복형 순종이 즉위한 직후 1907년 7월 27일에서 1907년 8월 7일까지 이복 형 순종황제의 대리청정을 맡았으나 1907년 8월 7일 의친왕의 황제 대리청정이 길어지면 득세할 것을 우려한 일제는 의친왕을 끌어내리고, 20살 어린 동생 영친왕 이은을 순종 다음의 황태자로 결정하였다. 이는 자신의 왕위를 계속 위협했던 운현궁 이준용과 사동궁 의친왕 이강을 견제하려는 순헌황귀비의 의도와 이준용파와 의친왕 이강파가 득세하면 자신의 실권이 잠식될 것을 우려한 이완용의 정략이 맞아떨어진 결과였다. 이로써 장기간 해외 망명생활 중에 끊임없이 잠재적 왕위 계승자로서 대우와 주목과 견제를 받아왔던 이준용과 의친왕은 황제의 동생이자 황태자의 형이라는 지위로 격하되었다.

### 국권 피탈 이후

#### 일제강점기 초기
1910년 국권피탈 이후 일본 왕공족에 편입되어 공(公)의 지위와 은사금 83만원을 받았다. 대한제국 황실 가족 및 을사오적 등 친일관료보다도 많은 액수였다. 이후 주색에 빠졌다고 알려져 있으나 이는 미국 유학시절부터 일관성 있는 그의 삶이었다.   
1919년 11월에는 33인의 민족지도자들과 함께 독립선언서에 이름이 올리고 일제 치하의 황족으로 사느니 자유 대한의 국민으로 살겠다고 선포한 그는 독립선언서에 '의친왕' 이나 '이강 공'이 아닌 본명 '이강'으로 대동단 독립선언서에 서명하였고 황족이 스스로 '대한민국'이라고 표기하였다 .  
의친왕은 독립운동가 및 상해 대한민국 임시정부의 지사들과 연락하며 망명 정부가 수립되면 황족으로서의 예우를 버리고 '일개 신민'(臣民)의 자격으로 정부를 받아들이겠다고 하였다. 또한 구 양반이었던 동농 김가진 등이 상하이로 망명, 이들은 임시정부와 의친왕 간의 연락선을 접선, 주선하였다. 그 해 상복을 입고 상하이로 가려다 일본 경찰에 잡혔다. 황실인사를 망명하게 하여 독립운동을 활성화하고자 한 대동단(大同團)의 전협(全協)등과 탈출을 모의하여 대내외적인 화제를 일으켰으나 도중 만주 안동에서 발각되어 강제로 본국에 송환되고 말았다. 이 사건으로 당시 대한제국 황족들에게 허용되었던 한반도 내 여행의 자유를 박탈당하는 보복을 당했다. 의친왕은 상해 대한민국 임시정부에 보낸 편지에 다음과 같이 적었다.
나는 차라리 자유 한국의 한 백성이 될지언정, 일본 정부의 친왕이 되기를 원치 않는다는 것을 우리 한인들에게 표시하고, 아울러 임시정부에 참가하여 독립운동에 몸바치기를 원한다.

1919년 재판에 회부됐으며, 그는 같은 해 대동단 총재명의로 독립선언서를 공포하기도 했다. 그러나 이강은 일본 경찰이 해당 내용을 묻자 다음과 같이 답했다.
그것은 기억에 없는 일이다. 김춘기(金春基)로부터 들은 일이 있는 강석룡(姜錫龍)의 이야기에 제2회 독립선언서인가에 나의 명의를 실었다고 하는 것이기에 나는 "그것은 괘씸하다, 내가 적어도 서명한다고 하면 당당하게 할 것인데 승낙하지 않은 것을 이름을 도용하는 것은 못된 짓"이라고 책했더니 그 후 배부를 중지했다는 것이었으나, 나는 본 일이 없다.

#### 망명 실패 이후
1919년 11월 20일자의 독립신문 기사에는 '의친왕의 친서', '의친왕 전하'라는 말과 함께 "의친왕 전하께서 상해로 오시던 길에 안동에서 적에게 잡히셨도다. 전하 일생의 불우에 동정하고 전하의 애국적 용기를 칭송하던 국민은 전하를 적의 손에서 구하지 못함을 슬퍼하고 통분하리로다."라고 쓰여 있다.
1930년에 지병을 이유로 은거(공위의 반환)을 일본 천황에게 청원해 같은 해 6월 12일 공위를 장자 이건에게 물려주었다. 일각에서는 망명 사건의 처벌로서 공위를 박탈 당했다는 주장도 있으나 망명 사건 이후 10년이 지난 시점인데다 이강 본인의 전후 활동(제국호텔 투숙, 포드공장 방문, 벳푸 체재 등), 그리고 '전하'의 호칭은 유지된 점으로 볼 때 본인의 원에 따라 은거한 것으로 보는 것이 타당하다. 또한 일제에 의해 여행의 자유를 빼앗겼다는 주장도 있으나 동 기간 전국 각지 및 일본을 수시로 여행했다는 점에서 이 역시 독립운동 사적을 과장하기 위한 수사일 뿐 사실이 아니다.   

### 광복 이후
1945년 8월 15일 해방 이후 정부 수립 전에 사동궁이 적산으로 몰수 될 것이라는 이야기를 듣고 속아서 매각했다. 이후 소송을 했지만 결국 소를 취하했다. 이승만 정권에게 빼앗겼다는 주장도 있지만, 의친왕 본인이 정부 수립 전에 매각했다. 해방 정국에서 그는 이승만, 김구, 김규식 등을 찾아다녔으며, 애국협회 활동을 했으나 그 외의 활동은 알 수 없다. 의친왕기념사업회 등은 김구 등 임정 인사가 귀국 당일인 1945년 11월 23일 의친왕을 예방했다고 주장하나 해당일 임정 위원은 바로 숙소로 이동해 미리 찾아온 이승만과 잠시 이야기하고 일절 면회를 사절했다. 1950년 6월 25일 한국 전쟁으로 피난갔다가 1953년 7월 27일 휴전 협정 후 다시 서울로 되돌아왔다. 그 후 안동별궁(현 서울공예박물관)에서 거주하였다.   
1955년 8월 9일 천주교로 개종, 병석에서 장면(張勉) 부통령(세례명 요한)을 대부로 하여 영세하였다. 의친왕의 세례명은 비오이다.
1955년 8월 16일, 서울특별시 종로구 안동별궁에서 영양실조 후유증과 스트레스(화병) 등의 합병증으로 79살의 나이로 타계하였다.

### 사후
묘는 부황인 고종 황제의 능인 경기도 남양주군 미금읍(현 남양주시 금곡동)의 홍유릉 내에 위치한 의친왕묘(義親王墓)이다.

### 복권 노력
1975년 생모 김금덕(의친왕 이강의 측실)의 위독 소식을 듣고 귀국한 그의 다섯째 딸 이해경은 30년 넘게 아버지 의친왕의 복권운동을 추진했다.
2022년 대한황실의 직계후손들과 의친왕과 함께 독립운동을 했던 요인들의 후손들이 모여 의친왕기념사업회가 설립되었다.  의친왕과 황실의 독립운동의 역사를 바로세우고 전시회, 공연 등 문화예술행사와 학술회 등을 통해 의친왕을 재조명하고 있다.  의친왕기념사업회의 초대 이사장으로는 의친왕 이강의 장손이자 사동궁 사손인 이준(李準)이 추대되어 활동을 하고 있다. 그러나 최근 세종특별자치시 학술 행사에서 의친왕의 업적을 과장하거나 다른 독립운동가의 공적을 의친왕의 공적이라고 주장하여 논란이 되고 있다.

## 학위
- 일본 게이오 의숙
- 미국 로노크 대학교 학사
- 미국 오하이오 웨슬리언 대학교 학사

## 상훈
- 1906년 대한제국 정부 대훈위금척대수장 (大勳位金尺大綬章)
- 1924년 일본제국 천황 대훈위국화대수장 (大勳位菊花大綬章)

## 가계
- 사친 조부: 헌의대원왕(獻懿 大院王, 1821 ~ 1898)
- 사친 조모: 순목대원비(順穆 大院妃, 1818 ~ 1898)
- 조부: 문조(文祖, 1809 ~ 1830)[26]
- 조모: 신정익황후(神貞 翼皇, 1808 ~ 1890)
  - 부황: 고종(高宗1852 ~ 1919)
  - 모후: 명성태황후(明成太皇后, 1851 ~ 1895)
    - 적형(嫡兄): 원자 이최(元子 李墔, 1871 ~ 1871)
    - 적형(嫡兄): 대한순종 이척(純宗 李坧, 1874 ~ 1926)
    - 적형수: 순명효황후 여흥 민씨(純明 孝皇后 驪興 閔氏, 1872 ~ 1904)
    - 적형수: 순정효황후 해평 윤증순(純貞孝皇后 尹曾順, 1894 ~ 1966)
    - 적형(嫡兄): 대군 이표(大君 李墂, 1875 ~ 1876)
    - 적제(嫡弟): 대군 이부(大君 李坿, 1878 ~ 1879)
    - 적자(嫡姉): 공주(公主, 1873 ~ 1873)
    - 서형(庶兄): 완친왕 이선(完親王 李墡, 1868 ~ 1880) - 사친: 영보당 귀인 이씨
    - 서제(庶弟): 의민황태자(懿愍皇太子 李垠 嚴善英, 1897 ~ 1970) - 사친: 순헌황귀비 영월 엄선영
    - 서제수: 의민황태자비 이방자(懿愍皇太子妃 李方子, 1901 ~ 1989)
    - 서제(庶弟): 황자 이육(皇子 李堉, 1914 ~ 1916) - 사친: 광화당 귀인 이완흥
    - 서제(庶弟): 황자 이우(皇子 李堣, 1915 ~ 1916) - 사친: 보현당 귀인 해주 정순기
    - 서자(庶姉): 옹주(翁主, 1871 ~ 1872) - 사친: 영보당 귀인 이씨
    - 서매(庶妹): 옹주(翁主, 1879 ~ 1879) - 사친: 내안당 귀인 이씨
    - 서매(庶妹): 덕혜옹주 이덕혜(德惠翁主 李德惠, 1912 ~ 1989) - 사친: 복녕당 귀인 충주 양춘기

  - 사친: 귀인 덕수 장씨(貴人 德水 張氏, 1838 ~ 1887)
    - 본인: 의친왕 이강(義親王 李堈, 1877 ~ 1955)
    - 왕비: 의친왕비 연안 김숙(義親王妃 金淑, 1880 ~ 1964)
      - 6왕자(양자): 황손 이곤 - 생모: 수인당 김흥인, 의친왕 가문 승계 
      - 5왕녀(양녀): 황손 이공(李玜, 1930 ~ ) - 생모: 김금덕

    - 제1부실: 수관당 정씨(修觀堂 鄭氏, ? ~ 1912)[27]
      - 1왕자: 대한 황손 이건 - 일본 귀화

    - 제2부실: 수인당 김흥인(修仁堂 金興仁, 1884 ~ ?)[28]
      - 2왕자: 대한 황손 이우 - 운현궁으로 양자 출계
      - 5왕자: 대한 황손 이주 - 대궁으로 양자 출계
      - 6왕자: 대한 황손 이곤 - 의친왕 가문 승계 
        - 손자: 대한 황손 이준 → 의친왕家 종손, 의친왕기념사업회 회장 회은 황태손

    - 제3부실: 수현당 정운석(修賢堂 鄭雲石)
    - 제4부실: 조병숙(曺秉淑)
    - 제5부실: 수덕당 이희춘(修德堂 李喜春)
    - 제6부실: 수완당 김정완(修完堂 金貞完)
    - 제7부실: 수길당 박영희(修吉堂 朴英喜, 1891 ~ ?)[29]
    - 제8부실: 송씨(宋氏)
    - 제9부실: 수경당 김창희(修慶堂 金昌熙)
    - 제10부실: 김금덕(金今德, ? ~ 1975[16])
      - 5왕녀: 대한 황손 이공 - 의친왕비 호적에 정식 입적

    - 제11부실: 함개봉(咸開鳳)
      - 9왕자: 대한 황손 이갑
        - 손자: 대한 황손 이원 → 황태손 이구(皇太孫 李玖)의 양자로 출계

    - 제12부실: 김혜수(金蕙洙)
    - 제13부실: 홍정순(洪貞順) - 남양 홍씨
      - 10왕자: 대한 황손 황손 이석

황손(皇孫)에 관해서는 아래 항목 "자녀", "손자"를 참고 하십시오.

### 자녀
의친왕과 의친왕비 연안 김씨에게서는 슬하의 자녀가 없다. 공식적으로 확인된 의친왕의 자녀는 12남 9녀이다.일부 측실은 황손을 의친왕에게 맡기고 재혼한 여성들도 있었으며, 의친왕비 김씨는 황손들을 친자녀처럼 양육하였다. 근처에 생모가 양육하는 황손 몇 인을 제외하고는 사동궁(寺洞宮, 현재 종로구 인사동)에 대가족 형태로 거주하였다. 사동궁(寺洞宮)은 의왕의 사저(私邸, 저택)이며 동시에 의왕궁(義王宮), 의왕부(義王府)이다.
| 순서 | 황실명          | 아명 | 호적명 | 출생   | 사망   | 생모          | 거주지      | 출계                |
| ---- | --------------- | ---- | ------ | ------ | ------ | ------------- | ----------- | ------------------- |
| 1남  | 황손 이건(李鍵) | 용길 | -      | 1909년 | 1990년 | 수관당 정씨   | -           | 일본으로 귀화       |
| 2남  | 황손 이우(李鍝) | 성길 | -      | 1912년 | 1945년 | 수인당 김흥인 | -           | 운현궁의 이준용     |
| 3남  | 황손 이방(李鎊) | 흥길 | 해진   | 1914년 | 1951년 | 수현당 정운석 | -           | 자식 없음           |
| 4남  | 황손 이창(李鎗) | 창길 | 해직   | 1915년 | 사망   | 조병숙        | -           | 은전군파 이헌용     |
| 5남  | 황손 이주(李鑄) | 수길 | 해일   | 1917년 | 1982년 | 수인당 김흥인 | -           | 인평대군파의 이인용 |
| 6남  | 황손 이곤(李錕) | 명길 | -      | 1919년 | 1984년 | 수인당 김흥인 | -           |                     |
| 7남  | 황손 이광(李鎤) | 형길 | 해청   | 1920년 | 1952년 | 송씨          | -           | 계동궁의 이기용     |
| 8남  | 황손 이현(李鉉) | 경길 | -      | 1922년 | 1996년 | 수경당 김창희 | -           | -                   |
| 9남  | 황손 이갑(李鉀) | 충길 | 해룡   | 1938년 | 2014년 | 함개봉        | 뉴욕 거주   | -                   |
| 10남 | 황손 이석(李錫) | 영길 | 해석   | 1941년 | 생존   | 홍정순        | 전주 거주   | -                   |
| 11남 | 황손 이환(李鐶) | 문길 | 해선   | 1944년 | 생존   | 김혜수        | 산호세 거주 | -                   |
| 12남 | 황손 이정(李鉦) | 정길 | 해준   | 1947년 | 생존   | 홍정순        | LA 거주     | -                   |
| 1녀  | 황손녀 이영     | 길순 | 해완   | 1918년 | 1981년 | 수덕당 이희춘 | -           | 계동궁의 이기용     |
| 2녀  | 황손녀 이진     | 길운 | 해원   | 1919년 | 2020년 | 수덕당 이희춘 | -           | 계동궁의 이기용     |
| 3녀  | 황손녀 이찬     | 길연 | 해춘   | 1920년 | 2009년 | 수완당 김정완 | -           | 계동궁의 이기용     |
| 4녀  | 황손녀 이숙     | 길영 | 해숙   | 1920년 | 사망   | 수길당 박영희 | -           | 계동궁의 이기용     |
| 5녀  | 황손녀 이공     | 길상 | 해경   | 1930년 | 생존   | 김금덕        | 뉴욕 거주   | 의친왕비 김씨       |
| 6녀  | 황손녀 이장     | 희자 | 희자   | 1940년 | 2015년 | 김혜수        | 순천 거주   | 수도자 (여성)       |
| 7녀  | 황손녀 이용     | 숙기 | 해란   | 1944년 | 생존   | 홍정순        | LA 거주     | -                   |
| 8녀  | 황손녀 이현     | 숙향 | 해련   | 1950년 | 생존   | 홍정순        | 서울 거주   | -                   |
| 9녀  | 황손녀 이민     | 창희 | 창희   | 1953년 | 생존   | 김혜수        | 산호세 거주 | -                   |

### 손자
- 이준(李準, 1961년 9월 11일 ~ ) : 의친왕 이강의 6남인 이곤(李錕)의 장남
- 이원(李源, 1962년 9월 23일 ~ ) : 본명은 이상협(李相協). 의친왕 이강의 9남인 이갑(李鉀)의 장남

## 기타
1905년, 의친왕은 워싱턴에 밀사로 찾아온 이승만을 몇 번 만나기도 했는데 당시 버지니아 주 살렘에 있는 로노크 대학에서 공부하다 종종 주미 공사관이 있는 워싱턴에 방문했기 때문이다. 이승만은 의친왕을 만나보니 '게으르고 학업에 열의가 없다'는 느낌의 인상을 받았다고 하였다.
의친왕은 사격술에 뛰어나 백발백중이었다 한다. 일제강점기 당시 화가 나면 울분을 참을 길이 없어 권총을 쏘며 화풀이를 했다고 한다.

### 천주교 귀의
의친왕은 사망하기 전에 로마 가톨릭교회에 귀의할 것을 약조하였다. 이는 조부 흥선대원군이 천주교도 수만 명을 사형시킨 것(병인박해)에 대한 참회의 성격도 있었다. 1955년 8월 9일을 기하여 의친왕 이강은 천주교 교우이던 구왕실(舊王室) 서무계장과 부통령을 지낸 장면 등과 연락, 8월 15일경 그들의 영향으로 서울 가회동성당 박우철 신부를 불러다가 비오(Bio)이라는 세례명으로 영세를 받고 8월 16일에 영면했다.

## 의친왕기념사업회
의친왕기념사업회(義親王記念事業會)는 대한제국 황실의 후손들과 독립운동가의 자손들, 황실독립운동의 중심 의친왕을 존경하는 국민들이 모여 설립한 단체로, 의친왕의 행장과 독립운동사를 재조명하고, 숭고한 뜻을 기리기 위해 2022년 설립되었다.  의친왕가 종손 이준 황손이 회장으로, 현 대한제국 황실가문 최연장자 이해경 왕녀가 명예회장으로 추대되어 활동 중이다.   
순종황제와 순정효황후가 설립한 경기여고 경운박물관에서 2022년 10월부터 2023년 1월까지 전 세계에 흩어진 의친왕의 유물을 한데 모으고, 의친왕과 함께 독립운동을 했던 독립운동가들의 유물을 함께 전시하는 <의친왕과 황실의 독립운동:기록과 기억> 전시를 진행했으며 의친왕 관련 사료와 유물을 수집, 연구하고, 관련 서적을 출판, 간행하는 일을 진행하고 있다.  또한 매년 양력 8월 15일 의친왕 기신제를 봉행하는 주관단체이다. 

## 의친왕이 등장한 작품

### TV 시리즈
- 1980년 《의친왕》 (MBC 드라마)(배우: 이정길, 김무생, 전운, 정욱)
- 1981년 《제1공화국》(MBC 드라마)(배우: 양일민)
- 1990년 《왕조의 세월》(KBS1 드라마)(배우: 문창길)
- 2001년 《명성황후》(KBS2 드라마)(배우: 강성민)

## 참고 자료

### 관련 서적
- 《나의 아버지 의친왕》(1997년 6월 1일), 이해경 저, 진.
- 《조선의 왕실과 외척》(2003.04.27) 박영규 저, 김영사.
- 《우리 역사의 수수께끼》(2004년 8월 20일), 이덕일 저, 김영사.
- 《제국의 후예들》(2006-05-25) 정범준 저, 황소자리
- 《대한제국 황실 비사》(2007-08-06) 곤도 시로스케 지음, 이연숙 옮김, 이마고 펴냄.
- 《의친왕 전하》(2008년 8월 15일), 이효재 저, 의친왕숭모회.
- 《의친왕 이강》(2009년 7월 23일), 박종윤 저, 하이비전.
- 《황제. 1,2,3-제국의 부활》(2009년 12월 15일) 문영 지음, 평민사 펴냄
- 《의친왕과 황실의 독립운동:기록과 기억》(2022년 10월 14일) 경운박물관/의친왕기념사업회 지음.

## 같이 보기
- 고종
- 순종
- 명성황후
- 귀인 장씨
- 수관당 정씨
- 덕인당 김씨
- 로노크 대학교
- 대동단
- 성락원